# Tarsis Orogot
Tarsis Gracious Orogot (* 24. November 2002 in Soroti) ist ein ugandischer Leichtathlet, der sich auf den Sprint spezialisiert hat. Er ist aktuell Inhaber der ugandischen Landesrekorde über 100 und 200 Meter.

## Sportliche Laufbahn
Erste Erfahrungen bei internationalen Meisterschaften sammelte Tarsis Orogot im Jahr 2021, als er bei den U20-Weltmeisterschaften in Nairobi in 20,57 s den vierten Platz im 200-Meter-Lauf belegte und im Halbfinale mit 20,37 s einen ugandischen Landesrekord aufstellte. Zudem erreichte er über 100 Meter das Halbfinale, in dem er mit 10,37 s ausschied. er zog in die Vereinigten Staaten und begann dort ein Studium an der University of Alabama. Im Jahr darauf startete er bei den Weltmeisterschaften in Eugene und schied dort mit 20,35 s im Semifinale aus. 2023 erreichte er bei den Weltmeisterschaften in Budapest erneut das Halbfinale über 200 Meter, in dem er mit 20,26 s ausschied. Im Jahr darauf lief er im April die 200 Meter in irregulären 19,60 s und verbesserte dann den Landesrekord unter regulären Bedingungen auf 19,75 s und steigerte den Landesrekord über 100 Meter auf 10,06 s. Über 200 Meter nahm er im August an den Olympischen Sommerspielen in Paris teil und schied dort mit 20,64 s im Halbfinale aus.

## Persönliche Bestzeiten
- 100 Meter: 10,06 s (+0,6 m/s), 11. Mai 2024 in Gainesville (ugandischer Rekord)
- 200 Meter: 19,9475 s (+1,0 m/s), 11. Mai 2024 in Gainesville (ugandischer Rekord)
  - 200 Meter (Halle): 20,17 s, 10. März 2023 in Albuquerque (ugandischer Rekord)